# Таємниці минулого
Таємниці минулого — американський художній фільм режисера Девіда Духовни.

## Опис
Вже тринадцять років американець Том Воршоу проживає в Парижі. Але ніхто не знає, що ще недавно він був абсолютно іншою людиною і жив зовсім іншим життям. До тринадцятирічного свого сина Том приготував для нього особливий подарунок. Батько повідає синові, що, будучи 13-річним підлітком, він жив у Нью-Йорку і мріяв про майбутнє. Том розкриє синові секрет усього свого життя, повідає йому таємниці минулого, щоб ще раз пережити його в думках і випробувати ті почуття та емоції, які наповнювали його душу в той час. Адже минуле далося йому нелегко і коштувало занадто дорого.
Слоган фільму: «You never know who your angel's gonna be.»

## У головних ролях
- Антон Єльчин
- Робін Вільямс
- Девід Духовни
- Теа Леоні
- Еріка Баду
- Френк Ланджелла
- Зельда Вільямс
- Меган Амадей
- Ольга Сосновська
- Орландо Джонс
- Віллі Гарсон